# 水滸後伝の登場人物一覧
水滸後伝の登場人物一覧（すいここうでんのとうじょうじんぶついちらん）は、陳忱（ちんしん）によって書かれた中国の小説水滸後伝に登場する人物・キャラクターの一覧。

## 李俊とその仲間
李俊
渾名は<混江竜>。梁山泊第26位の好漢（天寿星）だった。太湖で童威・童猛、費保らと過ごしていた。呂志球の出した布告に怒り丁自燮・呂志球の手下どもを蹴散らすが、それが元で逮捕される。楽和の計略で救い出され、夢に現れた宋江のお告げもあって、楽和・費保・花逢春らと暹羅を目指して船出する。暹羅に渡った後は将軍となり馬賽真を支えていたが、共濤・薩頭陀が謀反を起こし、薩頭陀の妖術のせいもあり連敗する。そこへ李応らがやって来て加勢したため、謀反を鎮圧した。謀反鎮圧後は周囲の一同に勧められて仮に王位につく。牝蠣灘で高宗を助けた後、高宗の詔勅によって正式に暹羅の国王に即位し、聞氏と結婚した。
公孫勝
渾名は<入雲竜>。梁山泊第4位の好漢（天間星）だった。二仙山で朱武と隠遁生活を送っていたが、樊瑞を公孫勝と勘違いした郭京が差し向けた兵が庵を騒がし、飲馬川近くの白雲坡に身を隠す。飲馬川が宗沢軍と合流しようとするのに同行し、登雲山との合流後はともに暹羅へ渡った。高宗の詔勅により李俊が暹羅国王に任じられた際、秉一正教通真虚寂大国師に任じられる。
柴進
渾名は<小旋風>。梁山泊第10位の好漢（天貴星）だった。滄州の長者として暮らしていたが、金との和平に必要な金銀を高源に取り立てられ、用意できなかったため投獄される。李応たちに助け出されて、飲馬川に身を寄せた。飲馬川が登雲山と合流した後はともに暹羅へ渡る。高宗の詔勅により李俊が暹羅国王に任じられた際、太子太保・礼部尚書に任じられ、暹羅の丞相となった。
燕青
渾名は<浪子>。梁山泊第36位の好漢（天巧星）だった。本伝で盧俊義の元を去った後は隠遁生活を送っていたが、東京へ向かう楊林・戴宗と再会し、ともに東京へ向かう。東京で拉致された徽宗を見舞ったのち、莫氏・盧氏の危機と関勝の危機を相次いで救い、王進・凌振とともに飲馬川に合流した。劉猊を打ち破った後は、飲馬川を捨てて宗沢の軍に合流することを提案する。合流はかなわず登雲山に向かう途中で、朱仝と宋清夫婦を助ける計画を立てた。登雲山と合流した後、暹羅へ渡るために阿黒麻が建造中の戦艦を奪うことを提案してこれを成功させ、暹羅へ渡る。高宗の詔勅により李俊が暹羅国王に任じられた際、太子少師に任じられ、文成侯に封じられ、その後盧氏と結婚した。自身の結婚後、妻のいない頭領たちに暹羅王国の良女をめあわせた。
楽和
渾名は<鉄叫子>。梁山泊第77位の好漢（地楽星）だった。本伝で王駙馬の屋敷に引き取られていたが、義兄の孫立・孫新が登雲山に立て籠ったことを知り、妻がもう亡くなっていたこともあり難を避けるために屋敷を抜け出して尹文和という偽名を使い出す。酒屋で喧嘩していた郭京を助け、王朝恩の屋敷まで同行したが、東京までの使いを頼まれたことをきっかけに屋敷を去る。その後花夫人らが軟禁されたことを知ってこれを助け、偶然再会した童威らと一緒に李俊の危機も救って、暹羅行の参謀役となる。高宗の詔勅により李俊が暹羅国王に任じられた際、参政知事兼太常寺正卿に任じられた。李俊の即位後、花逢春の計らいにより呉采仙と再婚する。
裴宣
渾名は<鉄面孔目>。梁山泊第47位の好漢（地正星）だった。蓄えを使い果たして飲馬川で楊林とともに盗賊をしていた。杜興に頼まれて李煥の敵討ちを行い、その後、李応らを砦に迎える。熊勝からの申し入れを受けて竜角山を攻め、勢力を拡大した。登雲山と合流した後はともに暹羅へ渡る。高宗の詔勅により李俊が暹羅国王に任じられた際、吏部尚書兼都察院左都御史に任じられた。
朱武
渾名は<神機軍師>。梁山泊第37位の好漢（地魁星）だった。二仙山で公孫勝と隠遁生活を送っていたが、樊瑞を公孫勝と勘違いした郭京が差し向けた兵が庵を騒がし、飲馬川近くの白雲坡に身を隠す。飲馬川が宗沢軍と合流しようとするのに同行し、飲馬川が登雲山と合流した後はともに暹羅へ渡った。高宗の詔勅により李俊が暹羅国王に任じられた際、軍師中郎将兼大理寺正卿に任じられる。
蕭譲
渾名は<聖手書生>。梁山泊第46位の好漢（地文星）だった。東京で安道全と同じ屋敷に住んでいたが、彼が追われる身になった際、代わりに逮捕され、沙門島に流罪になる。家族は聞煥章の屋敷に匿われることになった。沙門島に向かう途中、登雲山の近くを通りかかった際に助け出されてそのまま登雲山に身を寄せる。登雲山が飲馬川と合流した後はともに暹羅へ渡った。高宗の詔勅により李俊が暹羅国王に任じられた際、秘書学士兼中書舎人に任じられる。
聞煥章
元梁山泊討伐の参謀。本伝で宋江らが招安された後、高官たちのご機嫌取りをよしとせず、宮仕えを辞していた。逃げて行く安道全と再会し、彼を屋敷に匿う。更に、蕭譲と金大堅の家族も匿った。娘の聞氏を手に入れようと策を弄した焦面鬼が開封府に訴え出たため、娘たちを穆春に任せて東京へ向かう。東京では呼延灼と再会し、沙汰を待つ間、呼延灼の息子呼延鈺と義子徐晟の家庭教師になる。呼延灼が息子たちと出征する際には、彼の家族を連れて汝寧に向かうことにしたが、汝寧で相次ぎ反乱があったため、進路を変えて登雲山に向かった。登雲山が飲馬川と合流した後はともに暹羅へ渡る。高宗の詔勅により李俊が暹羅国王に任じられた際、国子監祭酒に任じられた。
金大堅
渾名は<玉臂匠>。梁山泊第66位の好漢（地巧星）だった。東京で安道全と同じ屋敷に住んでいたが、彼が追われる身になった際、代わりに逮捕され、沙門島に流罪になる。家族は聞煥章の屋敷に匿われることになった。沙門島に向かう途中、登雲山の近くを通りかかった際に助け出されてそのまま登雲山に身を寄せる。登雲山が飲馬川と合流した後、ともに暹羅に渡った。高宗の詔勅により李俊が暹羅国王に任じられた際、尚宝寺正卿に任じられる。
安道全
渾名は<神医>。梁山泊第56位の好漢（地霊星）だった。侍医をしていたが高麗に派遣され、高麗国王を診療して帰る途中に船が難破して暹羅の李俊らに救われる。暹羅に留まるよう李俊に薦められるが断り、楽和から手紙をことづかって訪れた登雲山でも留まるよう阮小七に誘われたがこれも断って東京に帰る。しかしかねてから腕前を妬んでいた盧師越に嵌められてお尋ね者になる。逃げている最中に聞煥章に見つかって屋敷に匿われた。聞煥章の娘の治療をして、そのまましばらく逗留していたが、結局は登雲山に身を寄せることになる。飲馬川と協力して宋清を助けた後、一同は身の置き場所を思案するが、その際安道全が暹羅に渡ることを提案した。高宗の詔勅により李俊が暹羅国王に任じられた際、太医院正卿に任じられる。
皇甫端
渾名は<紫髯伯>。梁山泊第57位の好漢（地獣星）だった。東京で獣医をしていたが東京が陥落した際金軍に捕まり、馬の病気を見させられていた。済州に連行されてきた宋清、ついで阿黒麻に捕まった朱仝と再会する。その後、恐妻家の阿黒麻の妻と宋清夫婦・朱仝らを解放する話をつけ、街にやってきた戴宗にそのことを伝えた。宋清・朱仝の救出後は李応らと合流し、ともに暹羅に渡った。高宗の詔勅により李俊が暹羅国王に任じられた際、太僕寺正卿に任じられる。
宋清
渾名は<鉄扇子>。梁山泊第76位の好漢（地俊星）だった。宋家村に戻って暮らしていたが、鄆城県知事になった郭京と団練使の曾世雄に捕まる。済州に連行され、そこで皇甫端・朱仝と再会した。燕青の策で救い出された後は李応らと合流し、ともに暹羅に渡る。高宗の詔勅により李俊が暹羅国王に任じられた際、光祿寺正卿に任じられた。
戴宗
渾名は<神行太保>。梁山泊第20位の好漢（天速星）だった。泰安州の寺で出家していたが、童貫に呼び出されて遼討伐に当たっての伝令を命ぜられる。遼討伐は終わったが、更に文書配達を命じられて届けたところ蔣敬と再会する。金軍侵攻後も伝令役をさせられるが、伝令先の劉予が金に寝返ったため逃亡、柴進を頼りに行ったところ柴進が高源に捕らえられてしまったので飲馬川の李応らに助けを求めた。柴進救出後は皇帝たちの様子を探りに楊林とともに東京に向かう。宗沢が死んだため飲馬川の一党は行き場がなくなるが、戴宗が登雲山にも元梁山泊の好漢たちがいることを突き止めたため、飲馬川一党は登雲山へ向かう。登雲山との合流後はともに暹羅に渡った。高宗の詔勅により李俊が暹羅国王に任じられた際、通政司使に任じられる。
宋安平
<鉄扇子>宋清の息子。東京で科挙を受け、第三甲の進士に及第したが役をもらえなかったため郷里へ帰ろうとしたところ、金軍に捕まって阿黒麻の組織する「横衝営」に加えられていた。呼延鈺、徐晟と巡り合ってともに陣を逃げ出し、その後江忠の建てた廟のところで義兄弟の契りを結んだ。父宋清は郭京・曾世雄に捕まってしまっていたが燕青の策で救い出され、ともに李応らと合流して暹羅に渡った。高宗の詔勅により李俊が暹羅国王に任じられた際、翰林院学士に任じられる。李俊の即位後、蕭譲の娘と結婚した。李登の即位後、暹羅の宰相となる。
樊瑞
渾名は<混世魔王>。梁山泊第61位の好漢（地然星）だった。諸国を行脚して仙道の修行をしていた。趙良嗣の前で郭京と道術比べをしていたところ、通りがかった蔡慶と再会する。道術比べに負けた郭京の逆恨みを避けるため趙良嗣の館を去るが、樊瑞を捕えることに失敗し彼を公孫勝と勘違いした郭京が兵を出したことで、飲馬川に身を寄せ郭京らを迎え撃つことになる。飲馬川が登雲山と合流した後はともに暹羅に渡った。高宗の詔勅により李俊が暹羅国王に任じられた際、伏魔護国真人に任じられる。
王進
<九紋龍>史進の師。种師道の部下だったが、金が侵攻した後は野狐舗に陣を張り金軍を迎え討とうとしていた。燕青らが通りかかったのでこれを取り調べる。燕青に陣の場所を移すよう助言されるが、移転が間に合わず劉猊に攻め破られた。帰途の燕青らと再会したところ、劉猊の兵に襲われるが、戴宗が連れてきた呼延灼・樊瑞に助けられ、飲馬川に合流する。飲馬川が登雲山と合流した後は、ともに暹羅に渡った。高宗の詔勅により李俊が暹羅国王に任じられた際、五虎大将軍に任じられ、列侯に封じられた。
関勝
渾名は<大刀>。梁山泊第5位の好漢（天勇星）だった。大名府の正兵馬総監をしていたが、知事の劉予が金によって斉帝として立てられ専横を始めたのを見て官職の返上を申し出たところ、激怒した劉予に捕縛される。たまたま大名府にやってきた燕青らの知るところとなり、燕青の計略によって救い出されて妻ともども飲馬川に逃れた。飲馬川が登雲山と合流した後はともに暹羅に渡る。高宗の詔勅により李俊が暹羅国王に任じられた際、五虎大将軍に任じられ、列侯に封じられた。
呼延灼
渾名は<双鞭>。梁山泊第8位の好漢（天威星）だった。近衛指揮使をしており、金軍が黄河近くまで迫って来たので領土防衛のため出征する。楊劉村の守備を任されるが、汪豹の裏切りにあって手勢を全て失い、呼延鈺・徐晟と3人で落ちのびた。金軍に追われる朱仝と再会し、次いで楊林と巡り会って飲馬川に合流する。飲馬川が登雲山と合流した後は、ともに暹羅に渡った。高宗の詔勅により李俊が暹羅国王に任じられた際、五虎大将軍に任じられ、列侯に封じられる。
李応
渾名は<撲天鵰>。梁山泊第11位の好漢（天富星）だった。独竜岡で富豪として暮らしていたが、執事の杜興が馮彪の息子の死に関与したことで逮捕される。楊林と蔡慶に救い出されて逃げる途中で馮彪に遭遇し、これを殺して飲馬川に身を寄せる。のち、燕青の提案に従って宋沢の軍に合流しようとするが宗沢の死によってこれは果たせず、済州の張所のところに身を寄せるが彼も異動となり、宋清救出に際して登雲山一党と合流することになった。登雲山との合流後はともに暹羅に渡り、高宗の詔勅により李俊が暹羅国王に任じられた際、五虎大将軍兼戸部尚書に任じられ、列侯に封じられる。
欒廷玉
元祝家荘の武芸指南役。本伝で祝家荘が攻められた際に包囲を突破して楊戩の元に身を寄せていた。その後、楊戩の弟楊戡が知事として赴任するのについて登州に来た。祝家荘で孫立が自分をだましたことを恨んでおり、孫新らが毛豸を殺害したことを好機として孫立を逮捕させる。しかし扈成の策略により登州城を攻め落とされて楊戡も殺されてしまい、進退窮まったところを扈成に誘われて登雲山に身を寄せることになった。登雲山が飲馬川と合流した後はともに暹羅に渡り、高宗の詔勅により李俊が暹羅国王に任じられた際、五虎大将軍兼兵部尚書に任じられ、列侯に封じられた。
朱仝
渾名は<美髯公>。梁山泊第12位の好漢（天満星）だった。保定で都統制をしていたが、金軍の侵攻を受けて飛虎峪の守備につく。金軍に追われていたところ、呼延灼らに助けられ、ともに飲馬川に合流する。面倒を見ていた雷横の母を救いに行って捕まるが、宋清ともども李応らに救い出され、そのままともに暹羅に渡った。高宗の詔勅により李俊が暹羅国王に任じられた際、兵馬正総監武烈将軍に任じられ、伯爵に封じられる。
阮小七
渾名は<活閻羅>。梁山泊第31位の好漢（天敗星）だった。故郷で漁師をしていた。仲間を偲ぶために訪れた梁山泊跡地で張幹辦を叩きのめし、仕返しに来た張幹辦を殺して母と逃亡する。その後扈成と出会い、また孫新たちと再会して、登雲山に身を寄せる。登雲山が飲馬川と合流した後は、ともに暹羅に渡った。高宗の詔勅により李俊が暹羅国王に任じられた際、兵馬正総監武烈将軍に任じられ、伯爵に封じられる。
黄信
渾名は<鎮三山>。梁山泊第38位の好漢（地煞星）だった。青州の都統制をしており、登雲山討伐の指令を受けていたが昔のよしみを思って仮病を使い兵を出していなかった。孫立の策で蔣敬が黄信の振りをしたことで、鄔瓊軍の敗残兵に賊の仲間だと訴え出られる。鄔瓊殺害に怒った牛都監に捕らわれるが、欒廷玉らに救われてそのまま登雲山に合流する。登雲山が飲馬川と合流した後は、ともに暹羅に渡った。高宗の詔勅により李俊が暹羅国王に任じられた際、兵馬正総監武烈将軍に任じられ、伯爵に封じられる。
扈成
<一丈青>扈三娘の兄。本伝で李逵によって扈家荘が皆殺しにされた後、海上貿易をしていた。儲けを得て郷里に帰る途中、毛豸に財物を取られたところを阮小七に出会い、阮小七・孫新・鄒潤と乗り込んで毛豸を殺し財物を取り返す。さらに、かつての武芸の師である欒廷玉を策略で仲間に引き入れ、ともに登雲山に身を寄せた。登雲山が飲馬川と合流した後は、ともに暹羅に渡る。高宗の詔勅により李俊が暹羅国王に任じられた際、兵馬正総監武烈将軍に任じられ、伯爵に封じられた。
孫立
渾名は<病尉遅>。梁山泊第39位の好漢（地勇星）だった。平和に暮らすため、弟孫新には鄒潤に近づかないよう何度も注意していたが、孫新は鄒潤らと一緒になって毛豸を殺害する。孫立は加担していなかったが逮捕されてしまい、後に孫新らに救い出され、登雲山に身を寄せる。登雲山が飲馬川と合流した後は、ともに暹羅に渡った。高宗の詔勅により李俊が暹羅国王に任じられた際、兵馬正総監武烈将軍に任じられ、伯爵に封じられる。
花逢春
<小李広>花栄の遺児。本伝で花栄が死んだ後、母花夫人、叔母秦夫人と暮らしていた。王朝恩・郭京に目をつけられ軟禁されるが、楽和のおかげで難を逃れる。楽和が李俊を助け出す際には王朝恩の弟の振りをし、救出後はともに暹羅に渡って武将として活躍。玉芝公主に見そめられ、入り婿となった。高宗の詔勅により李俊が暹羅国王に任じられた際、駙馬都尉兼驃騎将軍に任じられる。
呼延鈺
<双鞭>呼延灼の息子。梁方平の兵士募集に応募し、見事合格した。父呼延灼、義弟徐晟とともに楊劉村の守備につくが、手勢を失い敗走する。その後は呼延灼らとともに飲馬川に合流した。登雲山に向かう途中、兀朮の軍と行き合ってしまい、金軍の中に紛れ込む。阿黒麻の組織する「横衝営」に加えられ、そこで宋安平と巡り合って共に陣を逃げ出した。宋安平の父宋清らを救出する際に呼延灼らと再び合流し、救出後はともに暹羅に渡る。高宗の詔勅により李俊が暹羅国王に任じられた際、竜驤将軍に任じられた。李俊の即位後、呂元吉の娘と結婚する。
徐晟
<金槍手>徐寧の遺児。母も死んで、東京で召使いと暮らしていたが、父の形見塞唐猊を盗もうとしたならず者たちを蹴散らしているところに呼延灼らと巡り合い、呼延灼に引き取られた。呼延鈺とともに梁方平の兵士募集に応募して見事合格し、父呼延灼、義兄呼延鈺とともに楊劉村の守備につくが、手勢を失い敗走する。その後は呼延灼らとともに飲馬川に合流した。登雲山に向かう途中、呼延鈺ともども金軍に紛れ込んで「横衝営」に加えられ、そこで宋安平と巡り合って、3人で陣を逃げ出す。宋安平の父宋清らを救出する際に呼延灼らと再び合流し、救出後はともに暹羅に渡る。高宗の詔勅により李俊が暹羅国王に任じられた際、虎翼将軍に任じられた。李俊の即位後、呼延玉英と結婚する。
費保
渾名は<赤鬚竜>。太湖で李俊らと過ごしていた。呂志球の出した布告に怒って丁自燮・呂志球の手下どもを蹴散らすが、それが元で逮捕される。楽和の計略で救い出され、李俊らとともに暹羅に渡る。高宗の詔勅により李俊が暹羅国王に任じられた際、水軍正総監武衛将軍に任じられた。
高青
渾名は<太湖蛟>。費保の弟分。李俊が常州の燈篭祭りを見に行きたいというのを諫めるが止めきれず、当日も早めの帰宅を促したが聞き入れられずに李俊・費保・狄成は逮捕された。李俊らの救出後は、ともに暹羅に渡る。高宗の詔勅により李俊が暹羅国王に任じられた際、水軍正総監武衛将軍に任じられた。
倪雲
渾名は<捲毛虎>。費保の弟分。李俊らの救出後、ともに暹羅に渡る。高宗の詔勅により李俊が暹羅国王に任じられた際、水軍正総監武衛将軍に任じられた。
狄成
渾名は<痩瞼熊>。費保の弟分。常州での燈篭祭りの際に李俊・費保とともに逮捕される。楽和の計略で救い出され、李俊らとともに暹羅に渡る。暹羅では清水澳の守備の任についており、共濤・薩頭陀の謀反の際に対処しかねていたところ、李応らがやって来たのでこれを迎える。高宗の詔勅により李俊が暹羅国王に任じられた際、水軍正総監武衛将軍に任じられた。
童威
渾名は<出洞蛟>。梁山泊第68位の好漢（地進星）だった。李俊らの釈放に三千両を要求されたが千両足りず、追い剥ぎでその千両を稼ぐことを提案する。湖上の船を止めたところ、王朝恩のところから逃げてきた楽和らが乗っており、楽和の計略で李俊らを救い出す。その後李俊らと暹羅に渡った。高宗の詔勅により李俊が暹羅国王に任じられた際、水軍正総監武衛将軍に任じられる。
童猛
渾名は<翻江蜃>。梁山泊第69位の好漢（地退星）だった。童威とともに追い剥ぎをはたらこうとしたところ、楽和と再会。楽和の計略で李俊らを救い出し、ともに暹羅に渡った。高宗の詔勅により李俊が暹羅国王に任じられた際、水軍正総監武衛将軍に任じられる。
蔣敬
渾名は<神算子>。梁山泊第53位の好漢（地会星）だった。本伝で任じられた役人としての勤めはしなかったが暇だったので商売を始め、掛けの回収で甘茂と揉める。甘茂の一味に囲まれていたところを戴宗に救われた。掛け金を回収後、それを元手に米を仕入れようとしていたところ船頭の陸祥・張徳に襲われて潯陽江に飛び込む。生還した後、潯陽楼で酒を飲んでいたところ穆春と再会し、2人で金を取り返した。その後、江州での竺大立らとの諍いを経て、登雲山に合流。登雲山が飲馬川と合流した後は、ともに暹羅に渡る。高宗の詔勅により李俊が暹羅国王に任じられた際、度支塩鉄使に任じられた。
穆春
渾名は<小遮攔>。梁山泊第80位の好漢（地鎮星）だった。本伝では大きな屋敷の息子だったが父・兄が死んで家が没落し、江州で博打に明け暮れていた。潯陽楼で蔣敬と再会し、金を取り返す手伝いをする。その後、蔣敬にもらった金で土地屋敷を取り戻すつもりで2人で姚環のところへ乗り込むが、結局姚環を殺した。江州での竺大立らとの諍いを経て、登雲山に合流する。蕭譲・金大堅の家族を迎えるため聞煥章の屋敷への使いとなり、焦面鬼を殺して聞煥章の娘と蕭譲・金大堅の家族を登雲山へ連れ帰った。登雲山が飲馬川と合流した後は、ともに暹羅に渡る。高宗の詔勅により李俊が暹羅国王に任じられた際、工部侍郎に任じられた。
楊林
渾名は<錦豹子>。梁山泊第51位の好漢（地暗星）だった。蓄えを使い果たして飲馬川で裴宣とともに盗賊をしていた。杜興に頼まれて李煥の敵討ちを行い、その後、捕らわれた李応も救い出す。柴進救出作戦後は戴宗とともに東京へ向かい、燕青と再会する。宋清・朱仝の救出の際に登雲山と合流し、ともに暹羅に渡った。高宗の詔勅により李俊が暹羅国王に任じられた際、廉訪使に任じられる。李俊の即位後、方秀姑と結婚した。
鄒潤
渾名は<独角龍>。梁山泊第91位の好漢（地角星）だった。ごろつきと喧嘩をして殺してしまい、その後は登雲山で盗賊をしていた。孫新に連れてこられた阮小七・扈成に会い、扈成の仕返しを助太刀する。登雲山が飲馬川と合流した後は、ともに暹羅に渡った。高宗の詔勅により李俊が暹羅国王に任じられた際、留守司に任じられる。
孫新
渾名は<小尉遅>。梁山泊第100位の好漢（地数星）だった。顧大嫂と一緒に酒屋をしていた。阮小七と再会して、扈成の仕返しを助太刀する。その後、皆で登雲山に身を寄せた。登雲山が飲馬川と合流した後は、ともに暹羅に渡る。高宗の詔勅により李俊が暹羅国王に任じられた際、宣慰使兼兵馬都統制武毅将軍に任じられた。
杜興
渾名は<鬼瞼児>。梁山泊第89位の好漢（地全星）だった。独竜岡で李応の執事をしていた。李応の使いの途中に登雲山の近くを通って孫立らと再会し、東京にいる楽和への手紙をことづかる。しかし東京にも孫立らの所業は伝わっており、楽和への手紙を改められて捕まった。牢にいるときに楊林と再会し、世話になった李煥の敵討ちを託す。敵討ちが成就したことで牢にいられなくなり、飲馬川に身を寄せる。飲馬川が登雲山と合流した後は、ともに暹羅に渡った。高宗の詔勅により李俊が暹羅国王に任じられた際、駅伝道兼兵馬都統制武毅将軍に任じられる。
蔡慶
渾名は<一枝花>。梁山泊第95位の好漢（地損星）だった。大名府の親戚を頼って行こうとしていたが所在が分からなくなっており、戻る途中で楊林と合流して李応を救い出す。竜角山攻めにも同行したが、家族が待っているからと飲馬川には留まらずに帰郷する。道中樊瑞に出会い、樊瑞が郭京を打ち負かしたことがきっかけで、結局家族ともども飲馬川に身を寄せることになった。飲馬川が登雲山と合流した後は、ともに暹羅に渡る。高宗の詔勅により李俊が暹羅国王に任じられた際、刑部侍郎兼錦衣衛指揮使に任じられた。
凌振
渾名は<轟天雷>。梁山泊第52位の好漢（地軸星）だった。梁方平の元で火薬局を預かっていたが、梁方平が逃げた後は王進と合流し、野狐舗に陣を張っていた。陣が破られた後は王進とともに飲馬川に合流する。飲馬川が登雲山と合流した後は、ともに暹羅に渡った。高宗の詔勅により李俊が暹羅国王に任じられた際、火薬局正総督に任じられた。
顧大嫂
渾名は<母大虫>。梁山泊第101位の好漢（地陰星）だった。孫新と一緒に酒屋をしていた。扈成とともに店に来た阮小七に声をかける。孫新ら4人が毛豸を殺した後は、ともに登雲山に身を寄せた。登雲山が飲馬川と合流した後は、ともに暹羅に渡る。高宗の詔勅により李俊が暹羅国王に任じられた際、六宮防禦に任じられ、恭人に封じられた。

### 部下
熊勝
かつての楊林の部下。竜角山で畢豊の配下になっていたが、畢豊が横暴なのに耐えかね、裴宣らの竜角山攻めの手引きをした。李俊が正式に即位した後、功績によって取り立てられ、城門の守護になった。
許義
<浪裏白跳>張順のかつての部下。田富に仕えていたが、李俊らが韭門山を押し通ろうとしたときに同行することを申し出て、暹羅への水先案内をした。李俊が正式に即位した後、功績によって取り立てられ、海上の巡察役になった。
唐牛児
本伝では鄆城県に住んでおり、よく宋江の世話になっていた。宋江が閻婆惜を殺して逃亡した後、その罪を代わりに負って滄洲に流されていた。服役は終わったが路銀がなく家に帰れないところを、吉孚と親交を結ぶ。高源のところから吉孚に救出されて来た柴進をかくまい、また城外から李応らが侵入するのを手助けする。柴進救出後は飲馬川に同行した。李俊が正式に即位した後、功績によって取り立てられ、宰相邸の御用人になった。
吉孚
滄洲の牢役人。高源からは柴進を殺すよう命令が出たが、かねてから柴進を慕っていたため、命令に従って柴進を連行するふりをして牢から助け出した。柴進救出後、飲馬川に同行する。李俊が正式に即位した後、功績によって取り立てられ、宰相邸の御用人になった。
和合児
花逢春の暹羅での屋敷の前に住んでいるならず者。共濤・薩頭陀の謀反の際、共濤らは城に立て籠ったが、和合児は高青と通じてこれを迎え入れる。李俊が正式に即位した後、功績によって取り立てられる。
鄆哥
本伝で武大に潘金蓮の浮気を知らせ、彼の死後は武松の敵討ちを手伝った商人。江忠を手伝って酒屋を営んでおり、店にやってきた呼延鈺らがしびれ薬入りの酒を飲んで気絶したところを助ける。その後も呼延鈺らに同行した。共濤・薩頭陀の謀反が鎮圧された後、呼延鈺の計らいによって共濤の娘と結婚する。李俊が正式に即位した後、功績によって取り立てられ、呼延鈺の付き人になる。
花信
花家に三代仕える老僕。出かけている間に花夫人らが連れて行かれたと聞いて狼狽えていたが、通りがかった楽和に助けを求め、花夫人らの救出作戦に協力した。花逢春が玉芝公主に婿入りし、花夫人らが屋敷を移る際にはそれについて行く。李俊が正式に即位した後は花逢春邸の執事になった。
方明
元は楊州の商人。10年前に仲間と暹羅に商売に来たが、船が難破して本土に帰れないでいた。娘の方秀姑を男手1つで育てていたが屠崆に攫われてしまい、これを助けるために楊林と童猛を白石島に迎え入れた。李俊が正式に即位した後、功績によって取り立てられ、白石島で守備役をすることになる。

### 頭領の家族
阮小七の母
阮小七が張幹辦を殺してしまったので一緒に逃亡する。逃避行の最中に具合が悪くなり、阮小七がお湯を求めているうちに姿が見えなくなるが、登雲山の雛潤のところで保護されていた。
花夫人（趙氏）
花栄の未亡人。本伝で花栄が死んだ後、義妹秦夫人、息子逢春と暮らしていた。王朝恩・郭京に目をつけられ軟禁されるが、楽和のおかげで難を逃れる。楽和が李俊を助けた後は、ともに暹羅に渡った。李俊が正式に即位した後、宣徳太夫人に封じられる。
秦夫人(花氏)
<霹靂火>秦明の未亡人。花栄の妹。本伝で花栄が死んだ後、義姉・花夫人、甥・逢春と暮らしていた。王朝恩・郭京に目をつけられ軟禁されるが、楽和のおかげで難を逃れる。楽和が李俊を助けた後は、ともに暹羅に渡った。李俊が正式に即位した後、貞節恭人に封じられる。
聞氏
聞煥章の娘。父と二人暮らしをしていた。病気になっていたが、屋敷にかくまわれた安道全の治療により快復する。父と共に暹羅に渡り、李俊が正式に即位した後李俊と結婚して王妃になった。
蕭氏
蕭譲の娘。蕭譲が逮捕された際に聞煥章の屋敷にかくまわれ、聞氏と仲良くなる。家族と共に暹羅に渡り、李俊が正式に即位した後宋安平と結婚した。
呼延玉英
呼延灼の娘。家族と共に暹羅に渡り、李俊が正式に即位した後徐晟と結婚した。
雷横の母
本伝で方臘が平定された後、朱仝に引き取られて暮らしていたが、身柄を引き取ることを申し出てきた甥の銭歪嘴に手元の財物を巻き上げられた上、いびられるようになった。迎えに来た朱仝は一度は阿黒麻に捕まるが、脱出して雷横の母を救い出す。
方秀姑
方明の娘。美しかったため屠崆に攫われ、焼きもち焼きの屠崆の妻に殺してやると毎日脅されていた。父方明の手引きで白石島に侵入した関勝らに救い出される。李俊が正式に即位した後、楊林と結婚した。
李登
李俊と聞妃の息子。李俊が70歳の時に王位を譲られる。

### 元梁山泊の頭領
宋江
渾名は<呼保義>。梁山泊第1位の好漢（天魁星）だった。本伝最終回で毒酒を賜り死んだ。李俊の夢に現れ、自分の残り半分の仕事をしてほしいと頼む。李俊が暹羅で正式に即位した後、高宗の詔勅により、<玉麒麟>盧俊義とともに上柱国光祿大夫忠国公を誥贈される。
呉用
渾名は<智多星>。梁山泊第3位の好漢（天機星）だった。本伝最終回で宋江に殉死した。李俊の夢に宋江とともに現れる。李俊が暹羅で正式に即位した後、高宗の詔勅により、呉用以下の正将は列侯を贈られ、副将には伯爵が贈られた。
花栄
渾名は<小李広>。梁山泊第9位の好漢（天英星）だった。本伝最終回で宋江に殉死した。李俊の夢に宋江とともに現れる。
李逵
渾名は<黒旋風>。梁山泊第22位の好漢（天殺星）だった。本伝最終回で宋江に毒を飲まされて死ぬ。李俊の夢に現れ、李俊が自分のところに挨拶に来ないことを怒り、李俊を突き飛ばし、李俊はそこで夢から覚める。戴宗の夢にも現れて、宋江の命令だと言って御殿に案内するが、戸惑う戴宗に激怒した。
武松
渾名は<行者>。梁山泊第14位の好漢（天傷星）だった。本伝で林冲の看病のため仲間と別れて六和寺に残っていた。牝蠣灘で救った高宗を臨安まで送っていった李応らが六和寺を訪ねてきて、ともに暹羅で暮らさないかと提案されたが、魯智深や林冲の墓が六和寺にあり自分もここに埋葬される手はずが整いつつあるので、と言って断った。李応らが暹羅に戻った後、孟太后（哲宗の皇后）の指名で臨安城内に建造する大相国寺の国師になった。

## 宋

### 宋王朝
徽宗
北宋の第8代皇帝。趙良嗣から献策された童貫に金と結んでの遼侵攻を進言され、これを決断する。これが元で金の侵略を受けることになり、李綱の進言を入れて欽宗に譲位した。金軍が東京に侵攻してきた際に、欽宗ともども連れ去られる。連れて行かれる直前、陣を訪ねてきた燕青に団扇を与えた。
欽宗
北宋の第9代皇帝。徽宗から譲位され皇帝となる。金軍の侵攻を食い止めきれなかったため、東京への侵入を許してしまい、金軍に連れ去られた。
高宗
南宋の初代皇帝。欽宗の弟。元は康王。人質として金の陣に送られるが、立ち居振る舞いに感じ入った斡離不によって都に戻される。東京が金に占領された後、東京を逃げ出し、南京で即位を宣言した。金との和議を図る者ばかり重用したので侵攻を食い止めることはできず、阿黒麻に牝蠣灘で追い詰められる。救出に来た李俊ら暹羅軍のおかげで難を逃れ、都になっていた臨安に帰還した。
趙枢
粛王。高宗の代わりに金の人質になった。

### 高官
童貫
宦官・枢密。北方の守りにつくことになり、金と結ぶべしとの趙良嗣の献策を容れる。張コクの投降を受け入れたが張コクは斡離不の軍に歯が立たず、張コクを引き渡すよう迫られて、斡離不に張コク親子の首を渡す。更に斡離不は童貫自ら謝罪に来るよう要求したが、童貫は東京に逃げ帰り、金軍の侵攻が激化する原因になった。金軍が侵攻してきた後、陳東の進言によって、これまで国の政を誤ってきたかどで逮捕される。儋州に流されることになるも蔡京の策によって配流途中の暗殺を免れ、配流自体も引き延ばしていたが、とうとう護送されていたところを李応たちと行きあった。李応たちに城に案内され歓迎の宴に招かれるが、そこでこれまでの悪事を糾弾され、毒を飲んで自害するよう迫られる。これを泣いて拒否するものの、最後は耳から毒を流し込まれて死んだ。
蔡京
太師。妻の診察を安道全と盧師越に依頼したが妻は死に、安道全の仕業との申し立てを受けて彼の逮捕を命じる。金軍が侵攻してきた後、陳東の進言によって、これまで国の政を誤ってきたかどで逮捕された。儋州に流されることになり、策を弄して配流途中の暗殺を免れ、配流自体も引き延ばしていたが、とうとう護送されていたところを李応たちと行きあう。李応たちに城に案内され歓迎の宴に招かれるが、そこでこれまでの悪事を糾弾され、毒を飲んで自害するよう迫られ、童貫らともども最後は耳から毒を流し込まれて死んだ。
高俅
元帥。儋州に流されることになるも蔡京の策によって配流途中の暗殺を免れ、配流自体も引き延ばしていたが、とうとう護送されていたところを李応たちと行きあう。童貫らともどもこれまでの悪事を糾弾され、最後は耳から毒を流し込まれて死んだ。
蔡攸
蔡京の息子。童貫の副使として遼を攻める。金軍が侵攻してきた後、陳東の進言によって、これまで国の政を誤ってきたかどで逮捕された。儋州に流されることになるも蔡京の策によって配流途中の暗殺を免れ、配流自体も引き延ばしていたが、とうとう護送されていくところを李応たちと行きあう。童貫らともどもこれまでの悪事を糾弾され、最後は耳から毒を流し込まれて死んだ。
王黼
少宰。投降をしてきた張コクを受け入れるよう進言するが、結局これが戦況を悪くする原因になった。金軍が侵攻してきた後、陳東の進言によって、これまで国の政を誤ってきたかどで逮捕された。播州に配流される途中で王鉄杖に暗殺される。
楊戩
宦官。弟・楊戡が殺されたことに怒って登雲山に軍を差し向けるが大敗する。金軍が侵攻してきた後、陳東の進言によって、これまで国の政を誤ってきたかどで逮捕された。播州に配流される途中で王鉄杖に暗殺される。
梁師成
宦官。金軍が侵攻してきた後、陳東の進言によって、これまで国の政を誤ってきたかどで逮捕された。播州に配流される途中で王鉄杖に暗殺される。
李邦彦
宰相。金との和議を主張して粘没喝との間で領土の割譲と金銀の納入を取り決めた。この金に納める金銀を用意するために、各地の富豪から取り立てが始まり、国内の混乱は更に大きくなる。欽宗に襄陽まで逃げることを進言し、欽宗が東京に残ることを決断した後も抗戦派の种師道・李綱の罷免を繰り返し申し入れて、姚平仲の大敗を機に2人を追い出した。
宿元景
元帥。お尋ね者になった安道全に声をかけ、逃げるよう勧める。また、逮捕された蕭譲と金大堅が酷い目に遭わないよう取り計らった。高宗が牝蠣灘で救われて臨安まで護送された後、暹羅に戻る李応らに同行して、金鼇島で李俊らへの辞令を読み上げた。

### その他の登場人物
張幹辦
本伝での1回目の招安の際、使者の陳宋全の目付役を務めていた。財物が残されていないか梁山泊跡地に探しに来て阮小七に遭遇、絡んだところ叩きのめされる。仕返しのため兵を率いて石碣村にやって来たが、返り討ちにあって殺された。
毛豸
本伝で解珍・解宝兄弟が仕留めた虎を騙し取ろうとした毛太公の孫。扈成から財物を奪い取るが、奪い返しに来た扈成らに妻子ともども殺された。
楊戡
楊戩の弟。登州の知事として赴任し、欒廷玉を部下に従えていた。毛豸殺害を受けて孫立を捕らえるが、登雲山の一派に攻め入られて斬り殺された。
王晋卿
本伝で楽和を気に入り屋敷に住まわせていたが、孫立・孫新が登雲山にこもったことを知った楽和が姿をくらますと、知らないふりをした。杜興が楽和を訪ねてきた際には、捕らえて役所へ突き出した。
李煥
杜興が入った牢の典獄。杜興を気に入って側付きにしていた。妾の趙玉娥が馮彪の息子と懇ろになったことを知って踏み込んだところ突き飛ばされ、それが元で死んだ。
趙玉娥
李煥の妾。最初は杜興に気があるそぶりを見せていたが、馮彪の息子が現れると彼に夢中になる。李煥が死んだので馮彪の息子とともに東京に行こうとしたが、杜興から敵討ちを託された楊林と裴宣に道中で殺された。
馮百花
馮彪の息子。李煥の親戚として牢を訪ねてくるが、趙玉娥と昵懇の仲になり、勘づいた李煥が踏み込んできた際に突き飛ばして死なせてしまう。趙玉娥とともに東京に行こうとしたが、楊林と裴宣に道中で殺された。
馮彪
禁軍参謀で童貫の腹心。息子が殺された後、李応が護送されてくるのを待っていたが、なかなか来ないので自ら引き立てに来たところ李応本人に出くわし、戦闘の末殺される。
畢豊
本伝で燕青に投げ飛ばされた任原の弟子。竜角山で盗賊をしていたが、裴宣らに攻められて逃げ出す。後に劉猊に投降し、曇化を殺された恨みもあって飲馬川討伐の大将となる。万慶寺で陣を張っていたところ李応らに急襲され、樊瑞に斬り殺された。
王媚娘
竜角山ふもとに住む娘。畢豊にさらわれて竜角山に捕らわれていた。裴宣らが竜角山を攻めた際、助けられて家に帰る。
郭京
林霊素の弟子の道士。趙良嗣の屋敷で世話になっていた際、樊瑞との道術比べに敗れ、逆恨みして樊瑞らのいる飲馬川を攻めるが大敗する。落ちぶれていたところを趙良嗣に見つかり、王朝恩の屋敷へ行くよう勧められた。その後、王朝恩の屋敷で花夫人らを軟禁する、東京にて金軍を迎え討つ軍の大将に任じられ歯が立たずに逃げるなど各地で騒ぎを起こしたが、最後は金軍に降って鄆城県の知事になっていたところ、宋清らを探しにきた樊瑞らに捕えられ、曾世雄をおびき出す囮にされた上、曾世雄ともども殺された。
趙良嗣（李良嗣）
豪傑を好む親分肌の男。童貫に呼び出され、北方の守りに関して、金と結んで遼を討つよう献策する。この策に喜んだ徽宗から趙姓を賜った。献策が容れられた後は金に同盟を申し入れる使者の役を務める。後に金軍に投降して阿黒麻の先導役を務めていたが、牝蠣灘で李俊らに捕らえられ、高宗直々の命令で棒叩き八十の上凌遅刑に処されることになる。
張雄
童貫の部下。郭京とともに公孫勝を捕らえるため二仙山に向かうが公孫勝は逃げ出した後だった。飲馬川で李応らと一緒にいるだろうと聞いて馬俊・郭京と飲馬川に向かうが、返り討ちにあって殺される。
馬俊
童貫の部下。張雄・郭京を従え、兵を率いて飲馬川に向かうが、返り討ちにあって殺される。
呂大防
宋の参政知事。金と結んで遼を攻めることは遼との和議に反し、金の侵攻を招くと諫言したが聞き入れられなかった。
汪五狗
郭京が王朝恩の屋敷に向かう際、宿役人が人夫としてつけた囚人。よく働くので郭京に気に入られ、そのまま王朝恩の屋敷でも使われる。花夫人らが軟禁された後見張りについていたが、楽和に薬を盛られて逃がしてしまった。
王朝恩
王黼の息子。趙良嗣に紹介されて屋敷に来た郭京と意気投合する。花見に行った際に花夫人・秦夫人に心を奪われ、郭京と策を弄して花夫人・秦夫人・花逢春を軟禁するが、秦夫人になじられ、恥じいってその場を去る。後に金軍に投稿して阿黒麻の先導役を務めていたが、牝蠣灘で李俊らに捕らえられ、高宗直々の命令で棒叩き八十の上凌遅刑に処されることになる。
丁自燮
渾名は<巴山蛇>。福建廉訪使で、人民から金品を巻き上げていた。北太湖にある馬跡山近くの村の出身で、父母の喪中のため郷里に帰った際に呂志球と図って馬跡山一帯の湖での漁を禁じる布告を出させる。布告を破った上に自分たちの手下を湖に突き落とした李俊たちを捕えるが、楽和の計略で李俊たちを取り返され、湖の中洲に置き去りにされた。
呂志球
常州知事。丁自燮の親友で、頼まれて馬跡山一帯の湖での漁を禁じる布告を出した。李俊たちを捕えるが、取り返されて丁自燮ともども湖の中洲に置き去りにされた。
田富
韭門山の陣代。李俊らの船が偽官船であることを見破ったが、費保に殺された。
盧師越
宋朝の侍医。安道全と高麗に派遣され、帰りの船が難破したところを李俊らに救われてその後の安道全の登雲山行にも同行する。かねてから安道全の腕前を妬んでおり、蔡京の妻を診察した際にでたらめな薬を調合して死なせ、安道全のせいにする。更に暹羅・登雲山で見聞きしたこととしてあることないことを話し、安道全を追われる身の上にした。金の侵攻後投降したが、診療の際に見立てを誤って斡離不に殺された。
劉光世
遼討伐の大将。蕭幹を打ち破る。やがて宋朝中興の良将になった。
甘茂
渾名は<中山狼>。蔣敬から薬を掛けで買っていたが、支払いを拒否して蔣敬を襲う。戴宗と蔣敬が訴え出たところ、掛け金は回収され甘茂は棒叩きに処されることになった。
陸祥
渾名は<雪裏蛆>。蔣敬が乗った船の船頭で、蔣敬が金を持っていると踏んで襲いかかる。蔣敬が逃げた後、彼が置いて行った金を張徳と分けるのが惜しくなり、殺してしまう。後に蔣敬と穆春に家を突き止められて殺された。
張徳
渾名は<癲頭亀>。船頭をしていたが蔣敬が金を持っていると踏んで襲いかかる。その後、分け前をやるのが惜しくなった陸祥に殺される。妻がいて、張徳が殺された後に妻は陸祥と2人で蔣敬の金を持って逃げようとしていたが、蔣敬と穆春に踏み込まれて殺された。
姚環
渾名は<天狗星>。穆家の屋敷と土地を奪っていた。蔣敬に金をもらった穆春が乗り込んできたので博打勝負を持ちかけるが、博打に負けて激怒した穆春に殺された。
竺大立
江州のならず者で、焦若仙・袁愛泉と組んで悪事を働いていた。体調を崩した蔣敬を穆春が焦若仙の廟に連れて来たのに目をつけ、捕えて役所へ突き出そうとするが、逆襲されて殺された。
焦若仙
体調を崩した蔣敬が一時休もうとした廟に住む道士。竺大立、袁愛泉、朱元と組んで蔣敬・穆春を捕らえようとするが失敗して返り討ちに遭う。
袁愛泉
蔣敬が体調を崩した辺りの村の庄屋。竺大立、焦若仙、朱元と組んで蔣敬・穆春を捕らえようとするが失敗して返り討ちに遭う。
芳坊
竺大立の隣で賭場を開いている男の息子。先生の罰を恐れて逃げ出したところ、竺大立に言いくるめられて焦若仙の廟でいいように使われていた。穆春が以前よくしてくれたことを覚えており、竺大立らの待ち伏せを知らせる。竺大立らが殺された後は家に帰った。
朱元
江州の捕手役人。陸祥・張徳を殺した犯人を探していた。竺大立らと図って蔣敬を捕らえ、穆春を待ち伏せしていたが失敗して返り討ちに遭う。
鄔瓊
近衛大将。楊戩に登雲山討伐の大将として遣わされる。登雲山の一党と半月ほど睨み合いをしていたが、孫立の策で黄信に扮した蔣敬に騙され、陣を急襲されて殺される。
兪仁
莱州の都統制。鄔瓊に同行する。鄔瓊が殺された際に一緒に殺された。
尤元明
登州の都統制。鄔瓊に同行する。鄔瓊が殺された際に一緒に殺された。
張知事
青州の知事。黄信と仲が良い。鄔瓊軍の敗残兵が黄信を裏切り者と訴え出た際、鵜呑みにせず様子を見ることにした。
牛都監
鄔瓊の娘婿。黄信が鄔瓊の死に関与したと聞いて激怒して捕らえるが、欒廷玉らが奪い返しに来るとすぐに逃げ出した。後に済州を金軍に明け渡し、金軍に投降した。最後は朱仝・宋清救出作戦の際に関勝に真っ二つにされた。
仲子霞
聞煥章の友人。地方に単身赴任になった際に後妻の胡氏に子どもをいびり殺された。
<焦面鬼>
仲子霞の後妻・胡氏の連れ子。焦面鬼は渾名。母親とともに好き放題振る舞い、母親と2人して仲子霞の子どもをいびり殺した。聞煥章の娘を嫁に欲しがり、これを断られたため、聞煥章は逆賊を屋敷に匿っていたと開封府へ訴え出る。聞煥章が東京に行っている間に聞氏をかどわかそうとするが、穆春に殺されて井戸に投げ込まれた。
胡氏
仲子霞の後妻。夫婦仲はすこぶる悪く、仲子霞が単身赴任をした後は、自分の連れ子の焦面鬼と2人で仲子霞の子どもをいびり殺した。焦面鬼が殺されて井戸に投げ込まれているのを見つけて近所に犯人を探すよう頼んで回るが、日頃の行いのせいで誰にも取り合ってもらえず、憤りのあまり死んだ。
宋昭
左司郎中。張コクが投稿して来た際に、既に遼を裏切って金と結んだのだから再度裏切りを働くべきではないと進言したが、王黼の怒りにあって平民の身分に落とされた。
李綱
太常少卿。皇太子に譲位するよう徽宗に進言する。欽宗即位後は兵部侍郎に任じられた。金が黄河を渡って東京を包囲した際には徹底抗戦を主張する。李邦彦が襄陽への退避を進言した際には、近衛兵1人1人に意向を聞いて回り、士気が高いことを示して都に留まるよう説得した。後に李邦彦によって罷免されるが、陳東らの訴えにより復職する。しかし姚平仲が破れた際にまた讒言にあって、結局罷免されてしまった。
梁方平
内侍。斡離不の軍を迎え撃つために兵士を募集し、選抜試験を行う。楊劉村での敗戦が元で金軍の侵攻を許してしまい、東京に逃げ帰った。
汪豹
近衛指揮使。元は遊び人で蔡京に取り入って出世した。呼延灼とともに楊劉村の守備を任されるが、金と通じて楊劉村を明け渡す。投降後は烏祿と黄河の渡し場の守備につき、やってきた李応らを兵糧攻めにしようとするが、烏祿が燕青の策にはまり、李応らを迎え撃たされる。その隙に陣が破られ、汪豹は捕らえられて吊るされ、兵士たちがてんでに矢を射かける的になって殺された。
曇化
万慶寺を占拠していた僧侶。畢豊の兄。かねてから飲馬川の李応らを目の敵にしていたところ、自分の弟子2人を殺した呼延灼らが飲馬川に合流したと聞いて激怒し、斡離不の陣を訪れて金軍の兵を借り受ける。李応・呼延灼の2人を相手に渡り合う腕前を見せたが、朱武の策にはまりおびき出されて万慶寺を占領され、最後は万慶寺の本堂とともに焼かれた。
种師道
宋の将軍。東京防衛の策を献じて大将に任じられ、姚平仲とともに軍を進めようとするが、姚平仲が勇み足で大敗し、李邦彦の讒言で罷免されてしまう。
姚平仲
宋の将軍。対金軍の大将となるが、援軍の到着を待つべきだという种師道の意見を聞き入れずに出撃して大敗する。逃げ延びていく途中で鍾離権に巡り合って弟子入りし、仙人になった。
劉予
大名府の知事。粘没喝に中国の主に立てると言われて金に寝返った。戴宗が伝令に来た際、勅書を燃やして追い返す。後に金によって斉帝として立てられた。これを快く思わなかった関勝が官位を返上しようとしたので、部下に命じて関勝を捕縛させる。
劉猊
劉予の息子。野狐舗にいた王進らを攻めて陣を壊滅させた。飲馬川討伐の大将になるが、万慶寺に陣を張ったところ李応らに急襲され、禿魯と2人命拾いをする。
高源
滄州の知事。本伝で梁山泊軍に殺された高廉の弟。兄を殺された恨みもあり、柴進から金銀を取り立てようとし、柴進が供出できなかったため投獄した。救出に来た李応らに対し、城門を固く閉ざして守りを固めるが、物資が足りなくなった住民が城門の開放を求めてきてこれに応じたため李応らの侵入を許してしまう。李応らの攻撃で城は落ちて高源は殺され、一族も皆殺しになった。
盧俊徳
盧俊義の妹の息子。燕青と親しくしていたが、金軍に納入するための金銀の取り立てにあい、燕青が東京に助けに行けない間に拷問死した。
莫氏
盧俊徳の妻。盧俊徳が死んだ後、代わりに金銀を取り立てられ、不足のため連行されるところを燕青と行き合う。燕青が金銀を用立てたため、娘ともども救われた。その後燕青らに同行して、暹羅へ渡った。
盧氏
盧俊徳と莫氏の娘。母ともども燕青に救われる。その後燕青らに同行して暹羅へ渡り、李俊が正式に即位した後、燕青と結婚した。
陳東
太学生。欽宗が東京から襄陽に逃れるのを思いとどまった際に、国の政を誤った蔡京・高俅・童貫らを罰することをもって金軍を帰らせることを進言する。李邦彦が李綱を罷免しようとした際には民衆を引き連れて参内し、李邦彦をめちゃくちゃに殴った。
聶昌
開封府知事。蔡京・高俅・童貫らを逮捕して有罪を言い渡す。更に李綱と相談して王鉄杖を送り込み、王黼・楊戩・梁師成を殺させた。
王鉄杖
李綱が聶昌に紹介した男。王黼・楊戩・梁師成が配流されていくところを尾行し、3人を暗殺した。
張邦昌
种師道らが出撃準備をしている最中に和議の使者として金の陣を訪れるが、斡離不に一喝されて言い訳をする。東京が落ちた後は、斡離不の口車に乗せられ、楚帝として立てられる。
孫傅
参政知事。郭京の売り込みを真に受けて、東京守備の大将として彼を推薦する。
李若水
吏部侍郎。金が東京に侵攻してきた際、斡離不が欽宗の帝服を着替えさせようとするのに抵抗し、全く恭順の意を示さなかったため殺された。斡離不はこれを見て、宋に殉じるのは李若水ただ1人なのかと呆れた。
宗沢
東京の留守。逃げのびて行く高宗を保護した。3回にわたり遷都を進言したがその度に邪魔されてとうとう憤死した。飲馬川の李応たちは宗沢の軍に合流するつもりだったが、これにより行く当てがなくなってしまった。
梅執礼
戸部尚書。斡離不から金銀の取り立てを厳しくするようにと言われ、もう取り立てられるものはないと返答したところ、激怒した斡離不に晒し首にされた。
盧成
盧俊徳の元召使い。屋敷跡地にやってきた燕青と楊林を出迎える。その後も2人に同行した。
郎富
盧成のところの小者を殺し、小者から奪った荷物で揉めていたところ、燕青らに殺される。
郎貴
郎富の弟。兄と揉めていたところ、燕青らに殺された。
張信
畢豊と一緒に盗賊をしていたが、劉猊に投降し、飲馬川討伐の大将となる。万慶寺で陣を張っていたところ、李応らに急襲され、呼延灼に脳天を打ち砕かれて落馬し人馬に踏みにじられた。
張保
渾名は<踢殺羊>。本伝で<病関索>楊雄を襲って<拚命三郎>石秀に殴り飛ばされたならず者。劉予の配下に加わっており、飲馬川の李応らを説得して投降させる役を務めることを申し出た。朱武の計略でしばらく飲馬川の陣内に引き留められていたが、最後は李応に殺されて晒し首にされた。
葉茂
盧俊徳の元隣人。燕青とも顔なじみだった。配流を引き延ばしていた蔡京らの護送に同行していたところ燕青たちと出くわし、燕青たちが逗留していた中牟県の城に泊まることになる。その晩、李応たちが蔡京らを殺したため、東京へ引き返していった。
江忠
元梁山泊の糧秣係。宋からの招安の際に故郷に帰っていたが、宋江・盧俊義が死んだ後に梁山泊に廟を建て、金の侵攻の後はその廟に住んで追い剥ぎなどを働いていた。徐晟の助言に従って仲間を解散し、廟に香を備え続けることになった。
<百足虫>
本伝で宋江を追った鄆城県都頭・趙能の息子。百足虫は渾名。金侵攻の混乱に乗じて掠奪・誘拐を働く。父の恨みを晴らすために梁山泊の廟を壊しに来るが、呼延鈺に斬り殺された。
呂氏
近衛指揮使・呂元吉の娘。金軍との戦闘で父は戦死し、母も金軍に殺されて、王婆のところに匿われていたが百足虫に攫われた。百足虫に連れ回されていたところを呼延鈺と徐晟に助けられる。その後呼延鈺らに同行して暹羅へ渡り、李俊が正式に即位した後、呼延鈺と結婚する。
王婆
本伝で宋江に閻婆惜を取り持ったやりて婆。呂氏を匿っていたが百足虫に家を襲われる。襲撃後も呂氏に付き従った。
黄潜善
高宗の臣。もっぱら金との和議を主張して、李綱や張所の罷免の原因になった。
汪伯彦
高宗の臣。もっぱら金との和議を主張して、李綱や張所の罷免の原因になった。
張所
済州の宣撫使。兀朮は張所の威名を恐れて進路を変えるほどだった。飲馬川を離れた李応らを陣に受け入れたが、黄潜善らの進言によって道州に配置換えになったため李応らはまた行くところを失い、金軍の侵攻は止まらなくなった。
曾世雄
本伝に登場した曾頭市の五虎兄弟の長男、曾塗の息子。梁山泊と曾頭市の乱戦の中逃げ出し、成人後金軍に投降して鄆城県の団練使になっていた。梁山泊に恨みを抱いていたため、宋家村にいた宋清を捕らえて殺そうとするが、阿黒麻から身柄を引き渡すよう要請があり、済州に護送する。皇甫端が阿黒麻の妻と話をつけたため宋清の妻を家に帰すため護送したが、その際待ち伏せしていた関勝らに捕らえられ、郭京ともども殺された。
銭歪嘴
雷横の母の甥。歪嘴は渾名。雷横の母を引き取り、手元の財物を巻き上げた上、妻の巫氏と一緒になっていびっていた。朱仝が雷横の母を迎えにきた際、彼を阿黒麻に突き出す。朱仝が燕青らに助けられて再び雷横の母を迎えに来た際、朱仝を突き出した報奨金のことを巫氏と話していたが、激怒した朱仝に殺され、巫氏も楊林に殺された。
劉夢蛟
本伝で梁山泊を攻めるための軍船を作った劉夢竜の弟。阿黒麻の命で軍船を作っていたが、燕青らに奪われる。
徐神翁
公孫勝の師・羅真人の兄弟弟子。馬賽真らが花見に出かけた際に現れて、退位するように薦めた。その後、李俊が即位した際にも現れ、喝を唱えて去る。
李師師
元徽宗の愛妾。臨安に高宗を送っていった際に柴進らに姿を見出され、柴進ら一行が訪ねてくる。燕青と一番話したがっていたが、燕青は徽宗が囚われた後も李師師が商売を続けていることに腹を立てており、そっけない態度を取った。

## 暹羅王国
馬賽真
暹羅国の国王。漢の伏波将軍馬援の末裔。寛大仁慈の人柄だったが、柔弱なため宰相の共濤と将軍の呑珪の専横を許していた。李俊らが呑珪を打ち破った後は彼らと講和し、花逢春を娘の玉芝公主の婿に迎えて平和に過ごしていたが、悪心を起こした共濤に毒を飲まされて殺される。死後蕭妃の夢に現れ、李俊と花逢春がきっと仇は取ってくれると話した。李俊の正式な即位後に法要を執り行った際、一同の前に姿を現した。
蕭妃
馬国王の妃。父は宋の参政知事だったが宰相にうとまれて、一家で暹羅へ亡命してきていた。かねてから娘を中国の才子と結婚させたいと思っていたが、玉芝公主が花逢春に思いを寄せているようであることを見て取り、彼を婿に迎えて李俊らと講和することを夫に進言する。
玉芝公主
馬国王の娘。李俊らが城を取り囲んだ際、花逢春を見初めて結婚を望むようになる。母蕭妃の提案により彼を婿に迎えた。
呉采仙
玉芝公主の侍女。花逢春の計らいで李俊の正式な即位後、楽和と結婚する。
共濤
暹羅国の宰相。国王の存在を無視して好き勝手に振る舞っていた。李俊らが呑珪を打ち破った後は大人しくしていたが、薩頭陀がやって来たことで再び悪心を起こし、謀反を起こし王位と玉芝公主を手に入れようとする。薩頭陀の妖術のおかげで最初は李俊らを苦しめるが、李応らの到着で形勢が変わって捕らえられ、薩頭陀ともども切り刻まれて心肝を馬賽真に備えられた。娘は薩頭陀にめあわせられるが、薩頭陀が死んで李俊が正式に即位した後、鄆哥と結婚した。
呑珪
暹羅国の将軍。李俊らが金鼇島を平定したことを受けこれを討とうとするが、軍は大敗、呑珪本人は費保に突き落とされて海に沈んだ。
薩頭陀
天竺から来た身の丈八尺の妖僧。めちゃくちゃな説法をしていたところ共濤に屋敷に招かれ、馬賽真を殺して暹羅を手に入れる策を授ける。馬賽真・李俊・花逢春を呪い殺そうとするが失敗したため、馬賽真を毒殺し、革三兄弟を呼び寄せて李俊らと戦う。李応らの到着で形勢が変わると、馬賽真が花逢春を婿に迎えて李俊と和議を結んだことを引き合いに出し、共濤の娘を嫁に取ることを要求した。共濤が捕まった後は鎮海寺に隠れていたが、楽和に見つかり、共濤ともども切り刻まれ、心肝は馬賽真に備えられた。
革鵬
占城国出身のならず者で、薩頭陀の義兄弟。苗族の部下を従え、李俊らと戦った。薩頭陀の妖術もあり押していたが、李応らの到着で形勢が変わり、日本に援軍を求めに行く。日本の援軍を得て一時は王城内に侵入したが、花逢春に突き殺された。
革鵰
革鵬の弟。李俊軍を大いに苦しめたが、李応らが到着した後、乱戦の中で花逢春に突き殺される。
革鵾
革鵬・革鵰の弟。兄2人と李俊軍を大いに苦しめたが、援軍として来た関勝に斬り殺される。
沙竜
金鼇島の島長。暹羅王国に従わず、暴虐をはたらいていたが、李俊らが暹羅にやって来た際に討ち取られる。
鉄羅漢
青霓島の島長。馬賽真を馬鹿にして恭順せず、李俊が仮に王位についた後は屠崆・佘漏天と結託し、革鵬と援軍の日本軍と呼応して反乱を起こす。革鵬が殺されたのを見て島に逃げ帰るが、欒廷玉・扈成・童威が討伐に来る。欒廷玉軍の兵士が金属に汚染された水を飲んだことで優位に立つが、解毒と援軍により劣勢に追い込まれ、烏竜洞という洞窟に逃げ込んだところを蒸し焼きにして殺された。
屠崆
白石島の島長。鉄羅漢・佘漏天と反乱を起こすが革鵬が殺されたので島に逃げ帰る。関勝・楊林・童猛が討伐に来るが、変わった地形のために島に侵入できないでいた。方明の娘を攫っていたため方明が楊林と童猛を手引きし、夜寝ている間に刺し殺される。
佘漏天
釣魚島の島長。鉄羅漢・屠崆と反乱を起こすが革鵬が殺されたので島に逃げ帰る。討伐に来た朱仝・黄信・穆春を迎え撃とうとするが、陣取った山の裏側から兵が来ているのに気付かず、黄信に真っ二つにされた。

## 金
金王（完顔阿骨打）
宋との同盟に従って、遼を攻める。遼への侵攻が順調だったため、皇帝を名乗り大金を建てる。遼を破った後、燕雲十六州の返還を求める趙良嗣と郭薬師に対し、自分たちの徴税権を主張する。交渉が決裂すると、燕雲十六州から財宝や人民を全て奪いつくした。
粘没喝
金の大将。金王に皇帝を名乗り、宋との同盟もいずれ破ってしまうことを進言した。
兀朮四太子
金国王の太子で大将。宋朝の官員に一旦官位を返上させ、これに従わない者は軍道にのっとって処罰するとの布告を出す。高宗の即位後も、臨安まで攻め寄せた。
斡離不
金の大将。東京への侵攻の指揮官を務める。徽宗・欽宗の連行や、張邦昌・劉予の擁立などの手を打った。
撻懶
斡離不の部下。斡離不が金に引き上げた後の指揮を任される。劉猊に飲馬川の討伐を嘆願されるが、まずは招撫してみようとした。
禿魯
撻懶の部下。劉猊とともに飲馬川を攻めるよう命じられる。万慶寺に陣を張ったところ李応らに急襲され、劉猊と2人命拾いをする。
烏祿
金の大将。黄河の渡し場で守備についていた。飲馬川を離れた李応らが黄河の渡し場に来た際、汪豹の進言を容れて守りを固め、兵糧が尽きるのを待とうとしたが、燕青の策にはまって陣から出兵してしまう。汪豹が呼延灼らと戦っている隙に陣が破られたので、いち早く逃げ出した。
阿黒麻
兀朮の部下。宋の15〜20歳の若者を捕虜にし、特攻隊「横衝営」を組織した。呼延鈺、徐晟の才覚を気に入り、腹心扱いする。牝蠣灘で高宗を追い詰めたが、李俊らの援軍によって撃退された。

## 遼
遼王
宋と金とに攻められ、窮地に立たされる。金との合戦に敗れて、皇后・蕭幹とともに逃げ出す。（第十五回の題名では「耶律淳」となっているが、鳥居久靖の解説によると実際は耶律阿果とのこと。）
蕭嗣先
遼の大将。金軍を迎え撃ったが、粘没喝に殺された。
蕭敵里
遼の大将。黄竜府を守っていたが、支えきれずに逃げ出す。
郭薬師
涿州の留守。趙良嗣の親友で、彼からの書を見て投降した。張コクが童貫に殺されたのを見て自分も同じ運命を辿ると思い、斡離不に投降して宋進軍の先導役になる。
蕭幹
遼の大将。良郷県を守っていたが、支えきれずに逃げ出す。遼王に謁見して親征を進言する。
左企弓
遼の丞相。童貫へ書を送って宋軍の侵攻を緩めさせ、金軍に当たることを遼王に進言するが、童貫は遼からの申し出を拒否した。結局遼軍は金との合戦に敗れたため、投降する。投降の際に彼が献じた詩が、燕雲十六州の扱いについて金王に示唆を与えた。平州まで行った際に張コクに亡国の罪をなじられ、くびり殺された。
張コク
（コクは「穀」の禾の部分が王になっている字）平州の守将。金が無理やり移動させた人民の訴えを聞き、遼の再興のため童貫に投降して金と戦おうとする。斡離不と闘うも歯が立たず、童貫のところに逃げる。最期は童貫に酔い潰された末に殺され、首級を斡離不のところへ届けられた。

## 日本
国王
背丈は五尺あまりの小男。暴戻無慈悲で、しょっちゅう高麗に行っては掠奪をしていた。かねてから暹羅を併合したいと思っていたので、革鵬の求めに応じて関白以下1万の兵を出す。しかし関白軍が全滅してからは二度と手出しをしなかった。
関白
身の丈八尺で勇猛な男。配下で黒鬼と呼ばれる一隊に命じて暹羅の軍船の船底に穴を開けさせ、最初は優位に立ったが、公孫勝の道術によって配下の1万人の兵もろとも凍死した。

## 高麗
高麗王
名前は李俁。徽宗が派遣した安道全に病を治療してもらう。李俊が正式に即位した後、暹羅を表敬訪問し、姓が同じ縁で義兄弟の契りを結んだ。なお、鳥居久靖の解説によると、水滸伝の時代の朝鮮半島の王朝の姓は李ではなく、作者の虚構とのこと。